# Galatsi (gmina)
Galatsi (gr. Δήμος Γαλατσίου, Dimos Galatsiu) – gmina w Grecji, w administracji zdecentralizowanej Attyka, w regionie Attyka, w jednostce regionalnej Ateny-Sektor Centralny. Siedzibą i jedyną miejscowością gminy jest Galatsi. W 2011 roku liczyła 59 345 mieszkańców.